# Sydney Football Club 2010-2011

## Rosa
| N. |                      | Ruolo | Calciatore        |
| -- | -------------------- | ----- | ----------------- |
| 1  | Australia (bandiera) | P     | Liam Reddy        |
| 2  | Australia (bandiera) | D     | Sebastian Ryall   |
| 3  | Svizzera (bandiera)  | D     | Stephan Keller    |
| 5  | Australia (bandiera) | D     | Hayden Foxe       |
| 6  | Giappone (bandiera)  | C     | Hirofumi Moriyasu |
| 7  | Australia (bandiera) | C     | Brendan Gan       |
| 8  | Australia (bandiera) | C     | Stuart Musialik   |
| 9  | Brasile (bandiera)   | A     | Bruno Cazarine    |
| 10 | Australia (bandiera) | C     | Nick Carle        |
| 11 | Australia (bandiera) | A     | Kofi Danning      |
| 12 | Australia (bandiera) | C     | Shannon Cole      |
| 13 | Australia (bandiera) | D     | Antony Golec      |

| N. |                             | Ruolo | Calciatore       |
| -- | --------------------------- | ----- | ---------------- |
| 15 | Irlanda del Nord (bandiera) | C     | Terry McFlynn    |
| 16 | Australia (bandiera)        | C     | Terry Antonis    |
| 17 | Australia (bandiera)        | D     | Matthew Jurman   |
| 18 | Finlandia (bandiera)        | A     | Juho Mäkelä      |
| 19 | Australia (bandiera)        | A     | Mark Bridge      |
| 20 | Australia (bandiera)        | P     | Ivan Necevski    |
| 21 | Australia (bandiera)        | D     | Scott Jamieson   |
| 22 | Corea del Sud (bandiera)    | D     | Byun Sung-Hwan   |
| 23 | Australia (bandiera)        | C     | Rhyan Grant      |
| 24 | Australia (bandiera)        | C     | Dimitri Petratos |